# 白水の滝 (大分県)

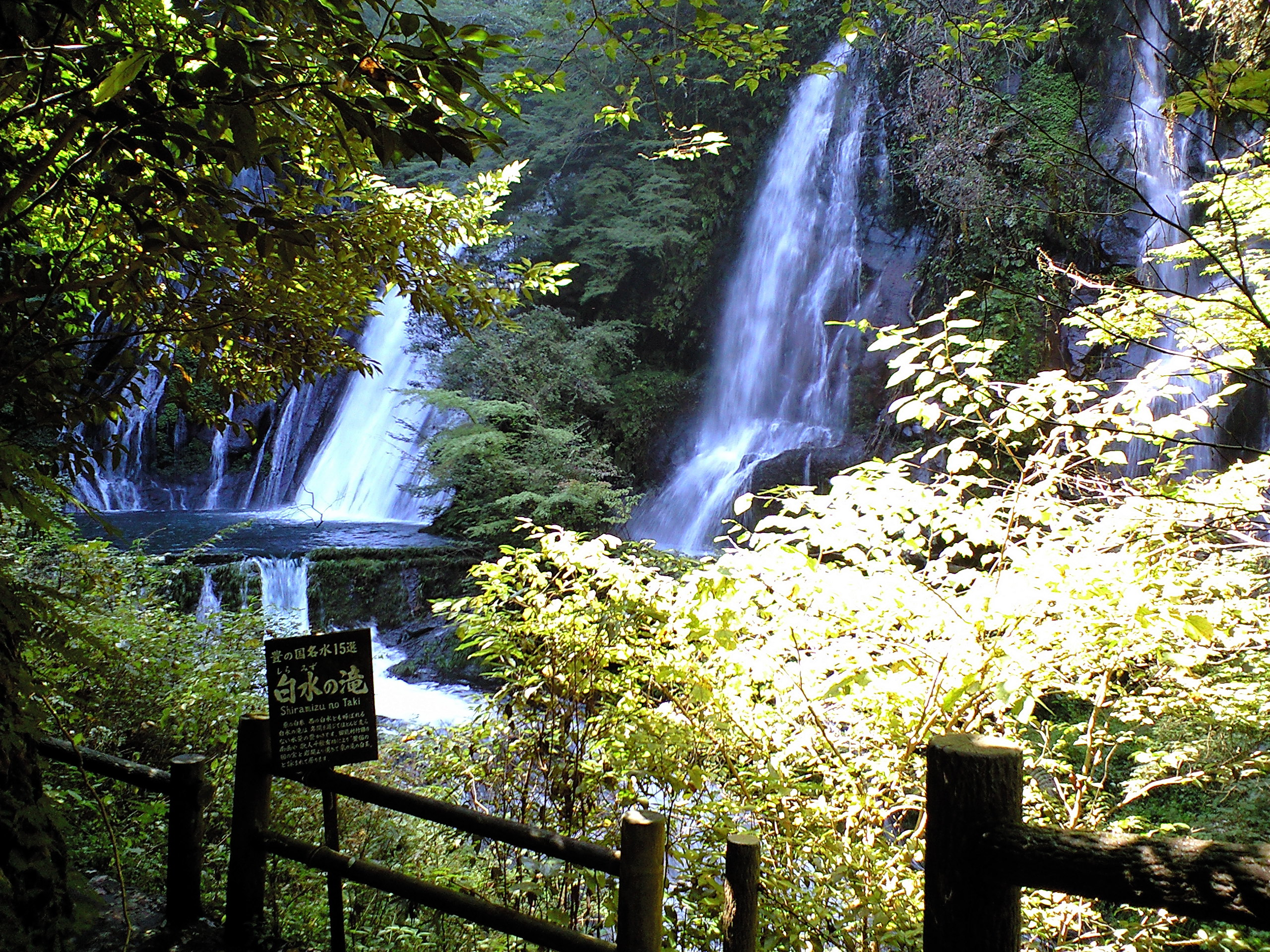
白水の滝

白水の滝（しらみずのたき）は、大分県竹田市荻町陽目から熊本県阿蘇郡高森町にわたる場所にある滝。2007年7月26日に、国の登録記念物に登録されている。

## 概要
大分県と熊本県の県境の大野川の源流にある高さ約38mの滝で、入口には大野川源流の碑が建っている。阿蘇山系の伏流水が岩盤から湧き水となって湧きだし、幾筋もの糸のような滝となって流れ落ちて、その滝水が白く見えることから、白水の滝と呼ばれる。また、99本の滝筋があり、100に1つ足りなかったので、百から一の横棒を抜いて白水の滝としたとの説もある。
『豊後国志』（享和3年（1803年））等では「陽目瀑」として広く知られており、現在でも、白水の滝を含む一帯の渓谷は陽目渓谷（ひなためけいこく）と呼ばれる。かっては幅約100mに及ぶ壮大な滝で日本一の飛泉と讃えられ、岡藩主の中川氏によって滝見物のための御茶屋も設けられていた。また、流水の様がよく似ている富士山麓の白糸の滝に対して、「東の白糸、西の白水」とも称された。しかしながら、明治時代以降の白水井路や荻柏原井路等の治水工事のために、現在では流量が落ち、滝筋の数は往年ほどではなくなっている。
近年では、毎年、白水の滝で大野川源流祭りが開催されている。
大野川の下流、竹田市大字次倉には重要文化財の白水ダム（はくすいダム、正式名称：白水溜池堰堤）がある。